# يوشيكو كواشيما
يوشيكو كاواشيما (بالصينية:川島 芳子) ، من مواليد 24 مايو 1907م وأعدمت بتاريخ 25 مارس 1948م، هي جاسوسة صينية تعمل لصالح الاحتلال الياباني في الصين وهي تنتمي للعرق الصيني المنشوري، وعاشت أغلب فترة المهنة في الحرب الصينية اليابانية.
بعد نهاية الحرب العالمية الثانية، وبالتحديد في تاريخ 11 نوفمبر عام 1945م، اعتقلت يوشيكو كاواشيما وهي ترتدي الزي الرجالي في بكين، وفي سنة 1948م، أعلن المحكمة الصينية حكماً بالإعدام بحق يوشيكو بتهمة الخيانة العظمى، وأعدمت بالرصاص في مؤخرة الرأس بتاريخ 25 مارس 1948م.

## وصلات خارجية
- (بالصينية) 男裝女諜川島芳子
- Discussion forum postings (Warning: contains graphic photos of excuted corpses)
- Execution of Kawashima Yoshiko (Warning: Webpage advertisements contain spyware/malware.)